# Kazimierz Tischner
Kazimierz Andrzej Tischner (ur. 30 października 1946 w Nowym Targu) – polski działacz społeczny i oświatowy, popularyzator myśli ks. prof. Józefa Tischnera.

## Życiorys
Jest synem Józefa Tischnera i Weroniki z domu Chowaniec, bratem Józefa Tischnera, księdza i filozofa, i Mariana Tischnera, lekarza weterynarii. Szkołę podstawową ukończył w Łopusznej, następnie był uczniem I Liceum Ogólnokształcącego im Seweryna Goszczyńskiego w Nowym Targu. W 1964 zdał maturę. W 1969 ukończył studia na kierunku Zootechnika w Wyższej Szkole Rolniczej w Krakowie.
4 kwietnia 1970 ożenił się z Janiną z d. Wołczek (zmarła 17 marca 2011). Mieli dwoje dzieci: Wojciecha (ur. 1971, nauczyciel w liceum) i Marię (ur. 1979, nauczycielka w szkole specjalnej).
Kazimierz Tischner jest jednym z bohaterów książki Wojciecha Bonowicza pt. Kapelusz na wodzie, z której wynika, że jego relacja ze starszym bratem Józefem była nacechowana bliskością i troską o jego rozwój osobisty i wykształcenie.

## Działalność

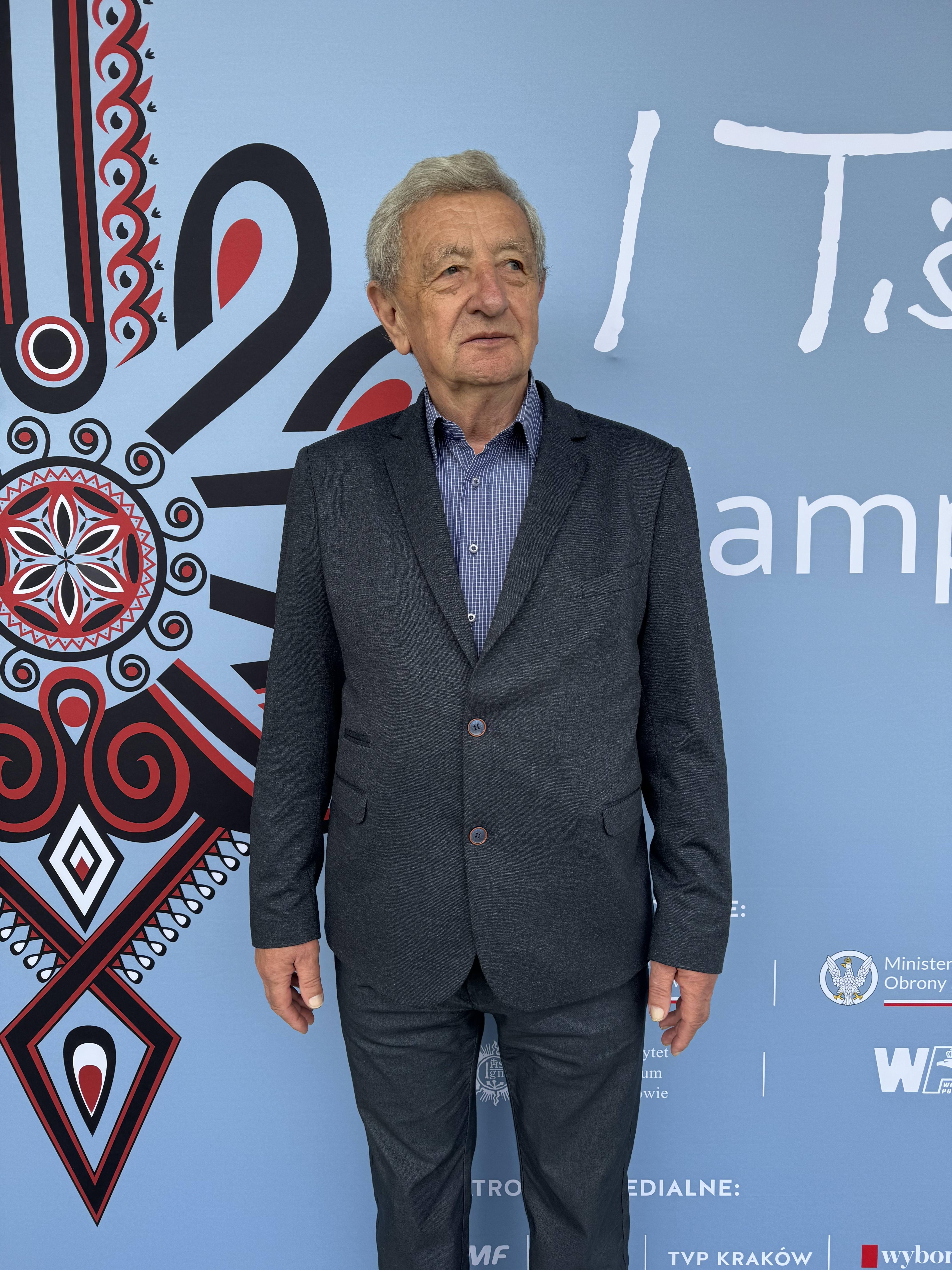
Kazimierz Tischner podczas I. Tischnerowskiego Kampusu Młodych w Odporyszowie, 13 września 2024

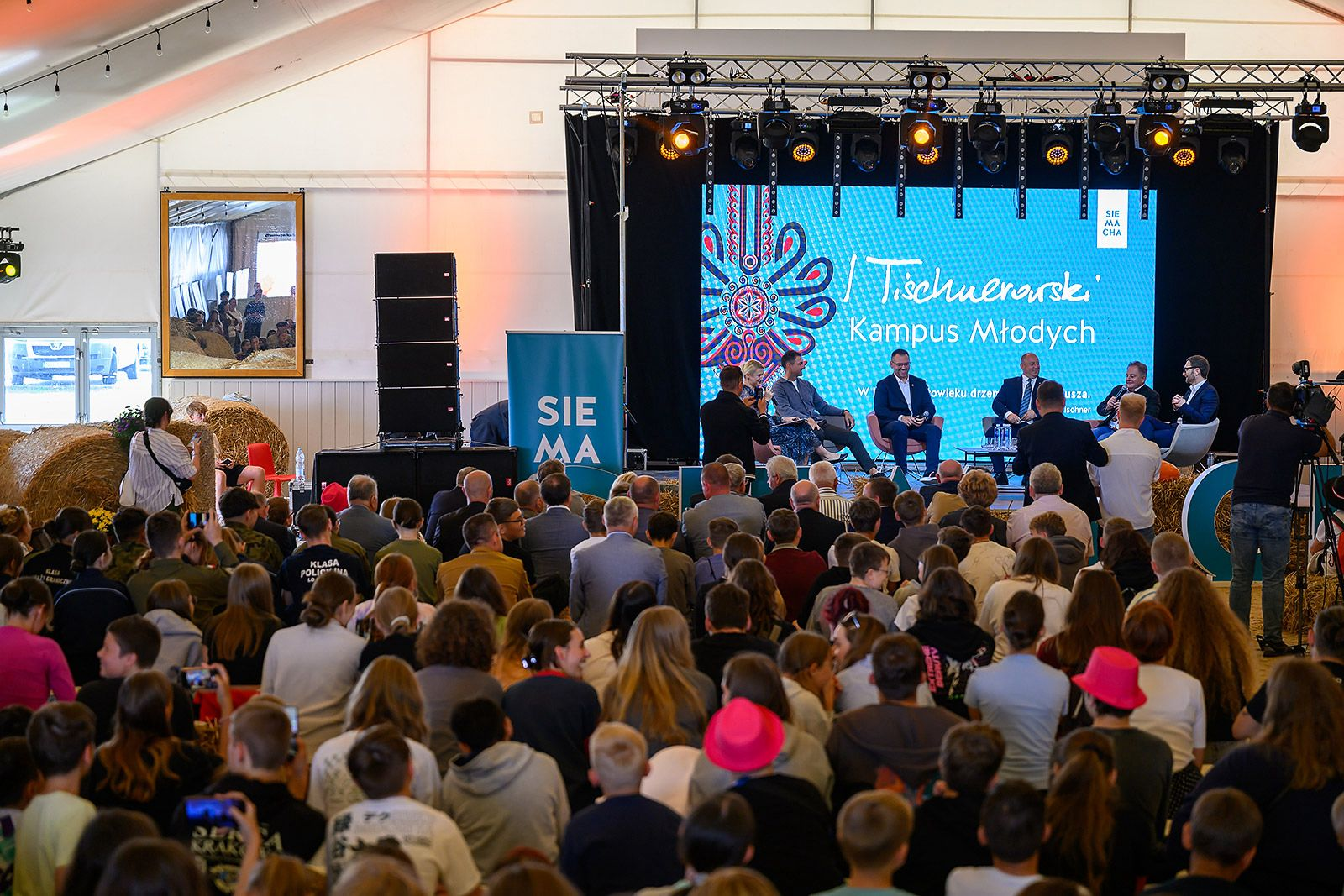
I. Tischnerowski Kampus Młodych w Odporyszowie

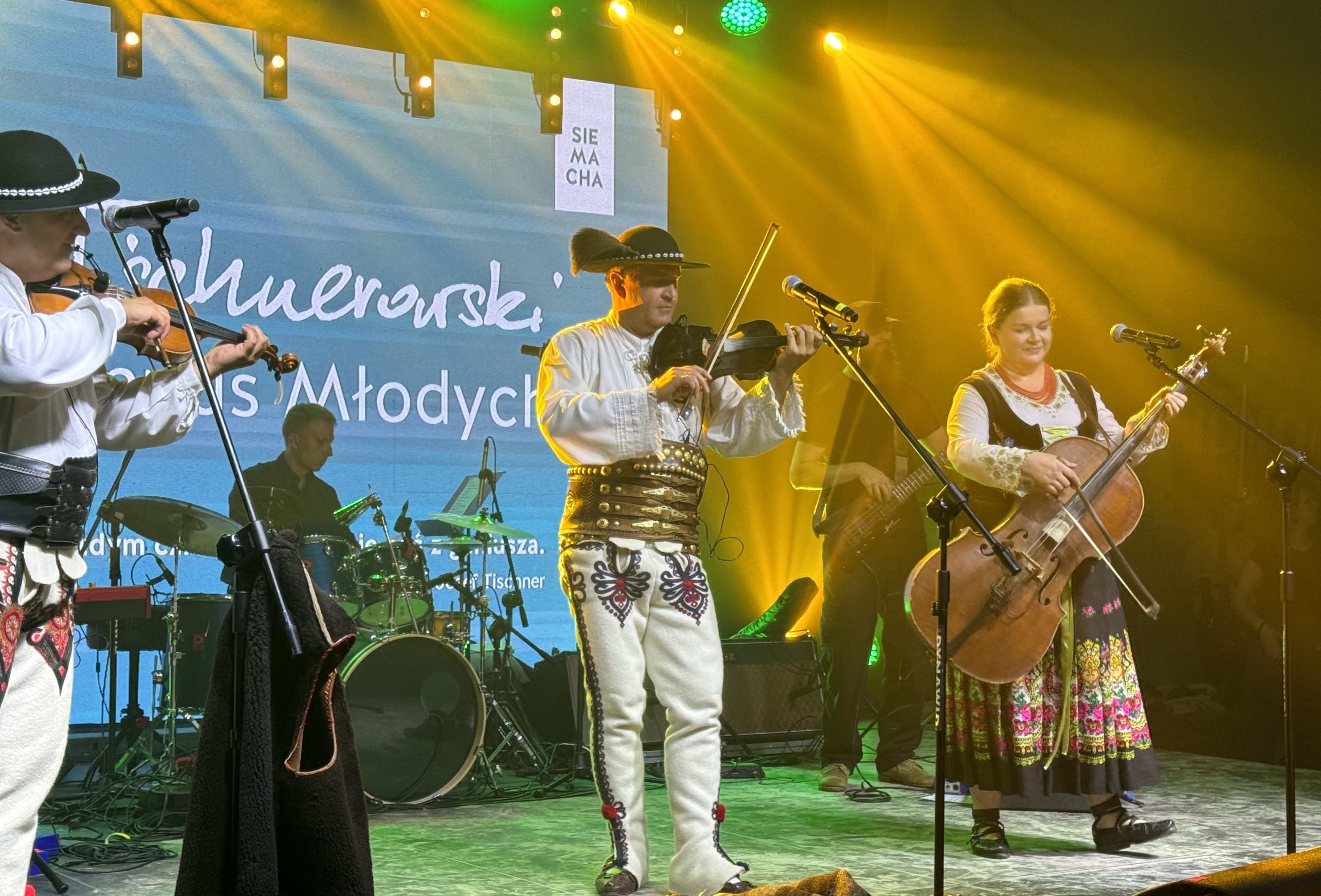
Koncert zespołu Trebunie Tutki podczas I. Tischnerowskiego Kampusu Młodych w Odporyszowie

Od 19 października 2002 stoi na czele Stowarzyszenia „Drogami Tischnera”, które powstało z jego inicjatywy. Organizacja integruje szkoły, których patronem jest ks. Józef Tischner. Organizuje konferencje dla nauczycieli, rajdy, spotkania i konkursy dla młodzieży, a także Tischnerowskie Dni Skupienia.
Wspólnie z ks. Andrzejem Augustyńskim ze Stowarzyszenia SIEMACHA i ks. Przemysławem Bukowskim z Uniwersytetu Ignatianum zorganizował w dniach 11–13 września 2024 I. Tischnerowski Kampus Młodych w Odporyszowie. Wśród zaproszonych gości znaleźli się: Krzysztof Klęczar (Wojewoda Małopolski), Wiaczesław Wojnarowski (Konsul Generalny Ukrainy w Krakowie), Anna Dymna, Robert Makłowicz, Jerzy Dudek, Władysław Kosiniak-Kamysz, Wojciech Bonowicz, prof. Rafał Ohme, Marina Hulia, siostra Anna Bałchan, Jerzy Owsiak (online), dr Piotr Sikora („Tygodnik Powszechny”), dr Magdalena Kozak (Ignatianum), Grzegorz Skawiński (SAO Investment).
W  2025 została wydana jego książka Mój brat, Józiu (współautor Michał Lewandowski).